# جيم دتشر
جيم دتشر (بالإنجليزية: Jim Dutcher)‏ هو مصور أمريكي، ولد في 1940.

## وصلات خارجية
- جيم دتشر على موقع IMDb (الإنجليزية)